# 思想评论
思想评论（或China Austrian Review），原名自由主义评论，是一家位于中国大陆的思想学术网站，由秋风创办于1999年7月。它的内容主要地是介绍中国学者和外国学者关于自由主义及市场经济等方面的思想学术理论。
思想评论在21世纪初的中国大陆知识界具有相当的影响力，多次遭到中共当局的查封，截至2017年，该网站已完全无法访问。